# 鏡鰩
鏡鰩（學名：Raja miraletus），為軟骨魚綱鰩目鰩科鰩屬的一種，分布於東北大西洋比斯開灣至摩洛哥、馬德拉群島，包括地中海海域，深度17至426公尺，本魚吻短而鈍尖，體盤呈菱形，僅幼魚的上表面有刺，成魚的上表面近光滑，下表面光滑，體上方赭石色至紅褐色，有散佈的黑點，下腹面白色，胸鰭基部中央有兩個亮藍色的眼點，吻端可能有一個小的黑點，體長可達50公分，棲息在大陸棚及大陸坡上層軟底質海域，為底棲性魚類，肉食性，以甲殼類及頭足類為食，卵生，卵囊呈長方形，具有堅硬的角質觸鬚，幼魚可能傾向跟隨大的個體，生活習性不明，可作為食用魚及遊釣魚。